# Sick, Sick, Sick
Sick, Sick, Sick — сингл американской рок-группы Queens of the Stone Age из альбома Era Vulgaris. Сингл вышел 8 мая 2007 года и был доступен только для цифрового распространения через iTunes Store. Мини-альбом Sick, Sick, Sick так же продавался в ограниченном издании и включал в себя помимо основного сингла ещё три песни: «I’m Designer (remix)», «Goin' Out West» (Tom Waits cover) и «Christian Brothers» (Elliott Smith cover). При записи песни присутствовал Джулиан Касабланкас, который играл на Синтезаторной гитаре и пел на бэк-вокале.
Дополнительно, цифровая версия одновременно продавалась вместе с ещё двумя песнями — «Little Sister» и «3’s & 7’s» — как загружаемый контент для серии музыкальных видеоигр «Rock Band». Помимо этого, песня использовалась как саундтрек к игре «MotorStorm: Pacific Rift» и встречается в списке композиций к игре «Guitar Hero: Van Halen».

## Список композиций
1. «Sick, Sick, Sick» — 3:35
2. «I’m Designer (Primal Scream Remix)» — 3:46
3. «Goin' Out West» (Tom Waits cover) — 3:27
4. «Christian Brothers» (Elliott Smith cover) — 4:23

## Клипы
Клип к песне снял Брет Саймон 25 апреля 2007 года в Лос-Анджелесе, показав как группа выступает «на званном обеде для одного человека».
Видео начинается с изображений приготовления еды, такой, как приправленные человеческие пальцы со специями. За столом переполненным едой столом сидит красивая, одинокая девушка, которая наслаждается едой и смотрит на игру группы. Каждый музыкант прикован к стене цепью. Женщина-каннибал смотрит представление и время от времени звенит в колокольчик, и тогда к одному из членов группы подходят «повара» и забирают его, чтобы убить, приготовить, приправить и преподнести даме. Далее этот член группы играет на огненном фоне, символизирующем цвет печи, с овощами в ртах. Оставшиеся музыканты играют, пока женщина поедает пальцы и другие части их товарищей. Но вместо того, чтобы насытится, дама становится ещё голоднее и начинает ползти по столу, захватывая еду обеими руками. К тому моменту перед столом остаётся только Джош Омм. Наблюдая за этим, он пытается сбросить с себя цепь, но безуспешно. Добравшись до края стола, девушка смотрит музыканту в глаза и звонит в колокольчик. Позже Омм присоединяеся к «группе в печи», а дама лежит но столе, наевшись, но не прекращая есть.
Лиам Линч также снял официальную альтернативную версию клипа. Она была выложена на queensofthestoneage.de 30 мая и снята Лиамом на его деньги (то есть без лейбла), но как только она вышла, лейбл сразу взял её и сделал официальную версию клипа для Германии. Видео вместе с Линчем, Джошем Оммом и Венди Рей Фаулер (участницей клипа Queens of the Stone Age Burn the Witch) было снято перед домом Линча, без съёмочной команды. Позже, похожая анимация была добавлена в клип Go with the Flow.

## Позиции в чартах
| Чарт (2007)                         | Наивысшая позиция |
| ----------------------------------- | ----------------- |
| Austrian Singles Chart              | 65                |
| Dutch Singles Chart                 | 91                |
| Finnish Singles Chart               | 18                |
| German Singles Chart                | 77                |
| US Billboard Mainstream Rock Tracks | 37                |
| US Billboard Modern Rock Tracks     | 23                |